# 20174 Eisenstein
20174 Eisenstein è un asteroide della fascia principale. Scoperto nel 1996, presenta un'orbita caratterizzata da un semiasse maggiore pari a 2,4260853 UA e da un'eccentricità di 0,1125009, inclinata di 6,56739° rispetto all'eclittica.